# 10 أغسطس
- السبت
- الأحد
- الاثنين
- الثلاثاء
- الأربعاء
- الخميس
- الجمعة

- 261 صفر 1447  هـ
- 272 صفر 1447  هـ
- 283 صفر 1447  هـ
- 294 صفر 1447  هـ
- 305 صفر 1447  هـ
- 316 صفر 1447  هـ
- 17 صفر 1447  هـ
- 28 صفر 1447  هـ
- 39 صفر 1447  هـ
- 410 صفر 1447  هـ
- 511 صفر 1447  هـ
- 612 صفر 1447  هـ
- 713 صفر 1447  هـ
- 814 صفر 1447  هـ
- 915 صفر 1447  هـ
- 1016 صفر 1447  هـ
- 1117 صفر 1447  هـ
- 1218 صفر 1447  هـ
- 1319 صفر 1447  هـ
- 1420 صفر 1447  هـ
- 1521 صفر 1447  هـ
- 1622 صفر 1447  هـ
- 1723 صفر 1447  هـ
- 1824 صفر 1447  هـ
- 1925 صفر 1447  هـ
- 2026 صفر 1447  هـ
- 2127 صفر 1447  هـ
- 2228 صفر 1447  هـ
- 2329 صفر 1447  هـ
- 241 ربيع الأول 1447  هـ
- 252 ربيع الأول 1447  هـ
- 263 ربيع الأول 1447  هـ
- 274 ربيع الأول 1447  هـ
- 285 ربيع الأول 1447  هـ
- 296 ربيع الأول 1447  هـ
- 307 ربيع الأول 1447  هـ
- 318 ربيع الأول 1447  هـ
- 19 ربيع الأول 1447  هـ
- 210 ربيع الأول 1447  هـ
- 311 ربيع الأول 1447  هـ
- 412 ربيع الأول 1447  هـ
- 513 ربيع الأول 1447  هـ

10 أغسطس أو 10 آب أو يوم 10 \ 8 (اليوم العاشر من الشهر الثامن) هو اليوم الثاني والعشرون بعد المئتين (222) من السنوات البسيطة، أو اليوم الثالث والعشرون بعد المئتين (223) من السنوات الكبيسة وفقًا للتقويم الميلادي الغربي (الغريغوري). يبقى بعده 143 يوما لانتهاء السنة.

## أحداث
- 1557 - هزيمة الفرنسيين أمام تحالف الإسبان والإنجليز في معركة سانت كينتان وذلك خلال حرب هابسبورغ فالوا.
- 1792 - الثوار الفرنسيون يهاجمون «قصر إلتوي لري» مقر الملك لويس السادس عشر والذي تحول فيما بعد إلى متحف اللوفر، فيما لجأ الملك إلى «مقر الجمعية الوطنية» التي أوقفته وقررت انتخاب مؤتمر وطني لوضع دستور جديد للبلاد.
- 1793 - افتتاح متحف اللوفر في العاصمة الفرنسية باريس بعد عام من اقتحام الثورة الفرنسية له وكان يعرف قبل ذلك بقصر «إلتوي لري» وكان مقرا لإقامة ملوك فرنسا قبل الثورة الفرنسية.
- 1809 - إعلان استقلال الإكوادور عن إسبانيا.
- 1821 - ولاية ميزوري تصبح الولاية 24 من الولايات المكونة للولايات المتحدة الأمريكية.
- 1913 - التوصل لاتفاق سلام ينهي حرب البلقان.
- 1914 - فرنسا تعلن الحرب على الإمبراطورية النمساوية المجرية خلال الحرب العالمية الأولى.
- 1920 -
  - الدولة العثمانية تلغي سيادتها على فلسطين وتعترف بالانتداب البريطاني عليها.
  - التوقيع على معاهدة سيفر بين الدولة العثمانية وقوات الحلفاء وذلك عقب الحرب العالمية الأولى، وقد نصت الاتفاقية على حصول الحجاز وأرمينيا وكردستان على الاستقلال، ورسمت الحدود بين سوريا والعراق من جهة وتركيا من جهة أخرى.
- 1922 - إعلان دستور فلسطين من قبل سلطة الانتداب البريطانية، وقد قضى الدستور بإنشاء مجلس تشريعي يتكون من 22 عضو منهم 6 من الإنجليز و4 من اليهود وانتخاب 8 مسلمين ومسيحيين ويهوديين اثنين ويرأسه المندوب السامي، وقد قاطع الفلسطينيون انتخاب المجلس.
- 1945 - اليابان تعلن من خلال الإذاعة استسلامها في الحرب العالمية الثانية.
- 1973 - الاتحاد السوفيتي يطلق سفينة الفضاء الرابعة إلى المريخ باسم «مارس -7».
- 1974 - البرتغال تعلن عن خطة مدتها عامان لمنح الاستقلال لأنغولا.
- 1989 - تعيين الجنرال كولن باول رئيسًا لهيئة الأركان المشتركة الأمريكية، وهو أول زنجي يتولى هذا المنصب في الولايات المتحدة.
- 1990 - انعقاد مؤتمر القمة العربية الثامن عشر والطارئ في القاهرة لمناقشة الغزو العراقي للكويت.
- موافقة صدام حسين رئيس العراق على توصية من محمد مهدي صالح وزير التجاري العراقي، باعتماد نظام الحصة التموينية تجنباً لمجاعة محتملة بعد فرض حصار اقتصادي على العراق.
- 1998 - سلطان بروناي حسن البلقيه يصدر أمرًا سلطانيًا بتعيين نجله المهتدي بالله البلقيه وليًا للعهد.
- 2002 - تركمانستان تصدر قانون تغيير أسماء الأشهر وأيام الأسبوع.
- 2010 - مديرة منظمة الصحة العالمية مارغريت تشان تعلن انتهاء وباء إنفلونزا الخنازير.
- 2014 -
  - تحطّم طائرة خُطوط سپاهان الجويَّة الرحلة 5915 بالقرب من مطار مهرآباد الدولي في طهران ومصرع 38 شخصًا على الأقل.
  - الإعلان عن فوز رجب طيب أردوغان في انتخابات الرئاسة في تركيا في الجولة الأولى بعد أن حصد 51.79% من أصوات الناخبين.
- 2015 - شركة جوجل تعلن عن تأسيس شركة ألفابت لتصبح شركة قابضة لها، وتعيين ساندر بيتشاي مديراً تنفيذياً جديداً لجوجل.
- 2020 -
  - رئيس الحكومة اللُبنانيَّة حسَّان دياب يُعلن استقالة حُكُومته على خلفيَّة انفجار مرفأ بيروت قبل نحو أُسبوع وعلى وقع مُظاهرات عنيفة تُطالب بِمُعاقبة المسؤولين.
  - اندلاع احتجاجات مؤيدة للديمقراطية في بيلاروسيا وسط التنازع على إعادة انتخاب الرئيس الحالي ألكسندر لوكاشينكو.
- 2024 - جيش الاحتلال الإسرائيلي يغير على مدرسة التابعين الشرعية في غزة مما أدى إلى مقتل 100 مدني فلسطيني وعشرات الإصابات والمفقودين.

## مواليد
- 1296 - يانغ الأعمى، ملك بوهيميا.
- 1568 - عبد القادر الطبري، عالم مسلم وكاتب وشاعر حجازي.
- 1642 - علي خان المدني، فقيه وكاتب وشاعر حجازي فارسي.
- 1810 - كاميلو بنسو، رئيس وزراء إيطاليا.
- 1874 - هربرت هوفر، رئيس الولايات المتحدة.
- 1902 - أرني تيسيليوس، عالم كيمياء حيوية سويدي حاصل على جائزة نوبل في الكيمياء عام 1948.
- 1913 - ولفجانج باول، عالم فيزياء ألماني حاصل على جائزة نوبل في الفيزياء عام 1989.
- 1936 - إبراهيم الشقنقيري، مخرج مصري.
- 1937 - عفيف عبد الرحمن، لغوي وأكاديمي أدبي فلسطيني أردني.
- 1945 - فهد الأحمد الجابر الصباح، أحد أبرز الشخصيات الرياضية في دول الخليج وآسيا.
- 1951 - خوان مانويل سانتوس، رئيس كولومبيا.
- 1959 - روزانا أركيت، ممثلة أمريكية.
- 1960 - أنتونيو بانديراس، ممثل إسباني.
- 1966 -
  - إبراهيم حسن، لاعب ومدرب كرة قدم مصري.
  - حسام حسن، لاعب ومدرب كرة قدم مصري.
- 1969 -
  - جوانا حاجي توما، مخرجة لبنانية.
  - برايان دراموند، ممثل كندي.
- 1971 - روي كين، لاعب كرة قدم أيرلندي.
- 1973 -
  - خافيير زانيتي، لاعب كرة قدم أرجنتيني.
  - هيفاء المنصور، مخرجة سعودية.
- 1974 - ديفيد سوميل، لاعب كرة قدم فرنسي.
- 1978 - دانييل ألسوب، لاعب كرة قدم أسترالي.
- 1979 - جوانا غارسيا، ممثلة أمريكية.
- 1981 -
  - سارة دندراوي، إعلامية سعودية.
  - مالك معاذ، لاعب كرة قدم سعودي.
- 1988 - عباس إبراهيم، مغني سعودي.
- 1989 - بن سحر، لاعب كرة قدم إسرائيلي.
- 1997 - كايلي جينر، ممثلة وعارضة أزياء أمريكية.

## وفيات
- 1535 - إيبوليتو دي ميديشي، حاكم فلورنسا.
- 1896 - أوتو ليلينتال، مخترع طيران ألماني.
- 1907 - محمد ظافر المدني، فقيه مالكي وصوفي شاذلي طرابلسي عثماني.
- 1915 - هنري موزلي، عالم فيزياء إنجليزي.
- 1992 - أربيرت هايم، طبيب نمساوي نازي.
- 2012 -
  - عمر بن سليمان الأشقر، رجل دين فلسطيني.
  - أحمد زيد السرحان، رئيس مجلس الأمة الكويتي.
- 2019 -
  - حمود ناصر، مغني كويتي.
  - حسن أبو خمسين، فقيه جعفري وقاضي سعودي.

## أعياد ومناسبات
- عيد الاستقلال في الإكوادور.

## وصلات خارجية
- وكالة الأنباء القطريَّة: حدث في مثل هذا اليوم.
- النيويورك تايمز: حدث في مثل هذا اليوم.
- BBC: حدث في مثل هذا اليوم.